# 장옥자 (1962년)
장옥자(張玉子, 1962년 10월 26일 ~ )은 대한민국의 제7·8·9대 충청북도 괴산군의원이었다.

## 학력
- 화당국민학교 졸업
- 양백중학교 졸업
- 양백여자상업고등학교 졸업

## 경력
- 한국여성농업인 괴산군연합회 회장
- 군자농협 농가주부모임 회장
- 연풍면 생활개선회 회원
- 괴산군 남산라이온스클럽 회원
- 한국부인회 괴산군지회 회원
- 아사랑봉사단 회장
- 대한적십자사 연풍봉사회원
- 새누리당 괴산군 여성지회장
- 2014.07 ~ 2018.06 제7대 충청북도 괴산군의회 의원
- 2014.07 ~ 2016.07 제7대 충청북도 괴산군의회 전반기 운영행정위원회 위원
- 2014.07 ~ 2016.07 제7대 충청북도 괴산군의회 전반기 산업개발위원회 위원장
- 2014.07 ~ 2016.07 제7대 충청북도 괴산군의회 전반기 예산결산특별위원회 위원
- 2015.04 ~ 2018.06 제7대 충청북도 괴산군의회 주요건설사업장현지조사특별위원회 위원
- 2016.07 ~ 2018.06 제7대 충청북도 괴산군의회 후반기 운영행정위원회 위원
- 2016.07 ~ 2018.06 제7대 충청북도 괴산군의회 후반기 산업개발위원회 위원
- 2016.07 ~ 2018.06 제7대 충청북도 괴산군의회 후반기 예산결산특별위원회 위원
- 2016.09 ~ 2017.06 제7대 충청북도 괴산군의회 환경보전특별위원회 위원
- 계담서원 21기 수료
- 양백여자상업고등학교 총학생회 회장
- 연풍초등학교 학교운영위원장
- 연풍면 주민자치위원회 부위원장
- 한국부인회 괴산군지회 감사
- 괴산군 남산라이온스 재무
- 대한적십봉사회 괴산지구협의회 회원
- 민주평화통일자문회의 괴산군 협의회 자문위원
- 괴산군 투자유치위원회 위원
- 괴산군 여성정책위원회 심의위원
- 2018.07 ~ 2022.06 제8대 충청북도 괴산군의회 의원
- 2018.07 ~ 2020.07 제8대 충청북도 괴산군의회 전반기 산업개발위원회 위원
- 2018.07 ~ 2020.07 제8대 충청북도 괴산군의회 전반기 운영행정위원회 위원
- 2018.07 ~ 2020.07 제8대 충청북도 괴산군의회 전반기 예산결산특별위원회 위원장
- 2018.07 ~ 2020.08 제8대 충청북도 괴산군의회 윤리특별위원회 위원
- 2018.09 ~ 2020.09 제8대 충청북도 괴산군의회 환경보전특별위원회 위원
- 2018.10 ~ 2022.06 제8대 충청북도 괴산군의회 주요건설사업장현지조사특별위원회 위원
- 2020.07 ~ 2022.06 제8대 충청북도 괴산군의회 후반기 산업개발위원회 위원
- 2020.07 ~ 2022.06 제8대 충청북도 괴산군의회 후반기 운영행정위원회 위원
- 2020.07 ~ 2022.06 제8대 충청북도 괴산군의회 후반기 예산결산특별위원회 위원
- 괴산군 아동·여성안전지역연대 심의위원
- 괴산군 소상공인지원 심의위원
- 괴산군 중소기업육성자금 심의위원
- 2022.07 ~ 2023.12 제9대 충청북도 괴산군의회 의원
- 2022.07 ~ 2023.12 제9대 충청북도 괴산군의회 전반기 산업개발위원회 위원
- 2022.07 ~ 2023.12 제9대 충청북도 괴산군의회 전반기 운영행정위원회 위원
- 2022.07 ~ 2023.12 제9대 충청북도 괴산군의회 전반기 예산결산특별위원회 위원
- 2022.08 ~ 2023.12 제9대 충청북도 괴산군의회 환경보전특별위원회 위원
- 2022.10 ~ 2023.12 제9대 충청북도 괴산군의회 주요건설사업장현지조사특별위원회 위원
- 2022.10 ~ 2023.12 제9대 충청북도 괴산군의회 윤리특별위원회 부위원장

## 공직선거법 위반
- 2023년 12월 21일 '선거법 위반' 장옥자 괴산군의원, 대법원에서 당선무효형 확정

## 역대 선거 결과
|  | 42.89% |

|  | 63.02% |

|  | 39.97% |

|  | 32.36% |